# Jan III. Sobjeski
Jan III. Sobjeski  (poljski: Jan III Sobieski) (17. kolovoza 1629. – 17. lipnja 1696.) je jedan od najznačajnijih vladara Poljsko-Litavske Unije, od 1674. do svoje smrti kralj Poljske i Veliki vojvoda Litve. Njegova 22-godišnja vladavina obilježena je stabilizacijom prilika u Poljsko-Litavskoj Uniji, kojoj je to bilo prijeko potrebno nakon teških razaranja iza Švedske agresije i Ustanka Bogdana Hmeljnickog. Bio je omiljen među svojim podanicima, jer je bio i sjajni vojskovođa, najpoznatiji je po svojoj pobjedi nad Turcima 1683. u Bitci kod Beča.
Zbog brojnih pobjeda u bitkama s osmanskim carstvom, sami Turci su ga nazvali Poljski lav

## Životopis
Jan Sobjeski rođen je 1629. u gradiću Olesko pored Lavova u tadašnjoj Poljskoj (danas u Ukrajini) u uglednoj poljskoj veleposjedničkoj obitelji Sobjeski iz klana Janina. Njegov otac Jakub Sobjeski, bio je Palatin Vojvodstva Rusija i Kaštelan Krakova, a majka Zofia Teofillia Danilowicz bila je unuka hetmana Stanislawa Žolkiewskog. Po završetku gimnazije u Krakovskom liceju Nowodworek, mladi Jan Sobjeski završio je filozofski fakultet na Jagelovečkom sveučilištu (Studium Generale) u Krakovu. Po završetku studija, zajedno sa svojim bratom Marekom Sobjeskim (1628. – 1652.), Jan je otišao na dvogodišnje krstarenje zapadnom Europom. Tijekom tih putovanja susreo se i upoznao s glavnim političkim figurama toga vremena: Lujem II. Bourbonskim, Karlom II. Engleskim i Vilimom II. Oranskim. Putovanje mu je pomoglo da nauči francuski, njemački i talijanski, pored latinskog kojeg je znao od prije a sada dobro uvježbao. Znanje jezika pokazalo se presudnim u njegovoj kasnijoj vojničkoj karijeri.
Braća su se vratila u Poljsku 1648. i prijavila u vojsku kao dobrovoljci za vrijeme Ustanka Bogdana Hmeljnickog. Jan je osnovao vlastitu konjičku jedinicu (Chorągiew) i zapovjedao njome kao rittmeister. Nakon Bitke kod Zboriva, braća su se rastavila, te je Marek pao u tatarsko zarobljeništvo te sljedeće godine umro. Jan je pak napredovao do čina pukovnika i zdušno se borio u Bitci kod Berestecka. Kao vrlo perspektivnog vojskovođu kralj Ivan II. Kazimir poslao je Sobjeskog u Istanbul u Osmansko carstvo kao osobnog izaslanika. U Turskoj je Sobjeski studirao tatarski i tursku vojnu povijest i taktiku.  
Na početku velike švedske invazije na Poljsku poznate kao Švedski potop, Jan Sobjeski bio je pripadnik Velike poljske regimente (pukovnije) pod zapovjedništvom Krzysztofa Opalińskog, palatina Poznańa koji se predao i zakleo na vjernost švedskom kralju Karlu X. Gustavu kod Ujście. 
Međutim Sobjeski se za manje od godinu dana vratio sa svojom jedinicom na poljsku stranu, a nakon travnja 1656., opet se borio za poljskog kralja.

## Zapovjednik
Za vrijeme trodnevne bitke za Bitke za Varšavu iz 1656., Sobjeski je zapovjedao sa snažnom konjičkom regimentom od 2 000 tatarskih konjanika, nakon toga dobio je titulu kraljeva zastavnika. Kao veliki pobornik francuske frakcije, Sobjeski je ostao vjeran kralju za vrijeme ozloglašenog Lubomirskog ustanka, što mu je dodatno pomoglo u njegovoj vojnoj karijeri.
1665. oženio se Marijom Kazimir Louise de la Grange d'Arquien, istovremeno je unaprijeđen u čin Velikog maršala krune, a sljedeće godine u čin Feld hetmana krune. 1667. godine postigao je svoju drugu veliku pobjedu nad Kozacima i njihovim saveznicima Tatarima u bitci kod Podhajca za vrijeme Poljsko-kozačko-tatarskih ratova (1666-1671).  5. veljače 1668. do tada već slavni i cijenjeni zapovjednik, promoviran je u Velikog hetmana krune, najviši vojnički čin u Poljsko-litvanskoj uniji, time je Jan Sobjeski postao zapovjednik cjelokupne Poljske vojska. 
11. studenog 1673. za vrijeme Poljsko-osmanskog rata 1672.-1676., Sobjeski je dodao još jednu veliku pobjedu na svoj popis, ovaj put pobijedio je Turke u Bitci kod Hotima 1673. i zauzeo utvrdu Hotim. Vijest o pobjedi išla je istovremeno s viješću o smrti kralja Poljske Mihala Korybuta, koji je poginuo dan prije bitke. To je Sobjeskog izbacilo u prvi plan, postao je vodeća ličnost u zemlji, tako da je 19. svibnja sljedeće godine, izabran je za kralja Poljsko-Litavske Unije. Njegova kandidatura bila je gotovo univerzalno podržana, samo desetak članova izbornog tijela bilo je protiv. Među njegovim brojnim podupirateljima jedna od najvećih bila je njegova žena. Jan Sobjeski je okrunjen je za kralja, kao Jan III. 2. veljače 1676.

## Sobjeski kao kralj
U vrijeme kad je Sobjeski postao kralj Poljske i Litavske unije, to su bile jedne od najvećih i najgušće naseljenih zemalja u Europi. Nažalost teško razorene nakon gotovo pola stoljeća stalnih ratova. 
Državna riznica bila je gotovo prazna, a moćni vlastelini (szlachta) nisu se obazirali na odluke lokalnih vlasti, sudova pa čak ni samog kralja. Sobjeski se prvo prihvatio stabiliziranja stanja na južnim granicama, prisiljavajući Osmanlije da prihvate mirovni sporazum, čime je dokinuo trajno stanje rata na južnoj granici. U jesen 1674. na njegov zahtjev zaratilo se s Osmanlijama nakon toga vraćene su utvrde Kamenec-Podol’skij, Bar i Reszków, s njima je ponovno uspostavljena jaka obrambena linija na južnim poljskim granicama prema Ukrajini.
1676. godine Tatari su otpočeli veliku kontraofenzivu i prešli rijeku Dnjepar, ali nisu uspjeli ponovno zauzeti strateški grad Žorawno, tako da je ubrzo nakon toga potpisan mir. Iako je Kamenec-Podol’skij pao u osmanske ruke, Poljska je ipak dobro prošla jer je izgradila novu značajnu Utvrdu svetog trojstva i vratila je pod svoju vlast grad Bila Cerkva.
Razdoblje mira bilo je prijeko potrebno zemlji i učvršćenju vlasti Jana III. Sobjeskog, jer njegovu vlast stalno su kočili i osporavali, što sama poljska vlastela (szlachta) a što uplitanje stranih sila Brandenburga i Austrije (Austrija ga je čak pokušala svrgnuti te ga zamijeniti s Karlom Lotarinškim). Sobjeski se othrvao svemu i uspio u cijelosti reformirati poljsku vojsku. 
Vojska je reorganizirana tako da je osnovna jedinica postala regimenta, pješaštvo je odbacilo koplja i zamijenilo ih bojnim sjekirama a konjica je pak ustrojena u husarske i dragunske jedinice. Sobjeski je značajno povećao broj topova, i uveo novu artiljeričku taktiku.
Kao diplomat, Sobjeski je osmislio savez s Francuskom i Osmanskim carstvom protiv Austrijskog carstva i Brandenburga. Međutim, njegovi planovi nikada nisu ostvareni, tako da su 1683. godine konačno potpuno napušteni. Svjesan da Poljskoj nedostajaju saveznici, a da se nalazi na rubu rata s većinom svojih susjeda, Sobjeski je ušao u savezništvo s Leopoldom I., carem Svetog Rimskog Carstva. Ovaj savez bio je direktno usmjeren protiv Turaka a indirektno protiv 
Francuske, ipak taj savez je imao prednost u obrani Poljskih južnih granica. 
U proljeće 1683. kraljevski špijuni otkrili su velike turske ratne pripreme, Sobjeski se bojao da bi ciljevi tih priprema mogli biti Poljski gradovi Lavov i Krakov. Kako bi parirao toj prijetnji, Sobjeski je počeo s velikim radovima na utvrđivanju gradova i naredio opću mobilizaciju. 
Sobjeski je svoje vojne sposobnosti pokazao u ratu protiv Osmanskog carstva, njegova srčanost u tim sukobima pridonijela je učvršćivanju njegove kraljevske pozicije. Jedna od njegovih želja bila je da ujedini kršćansku Europu u križarskom ratu, kojim bi se izbacilo Turke iz Europe. Pridružio se savezu sa Svetim Rimskim Carstvom i aktivno uključio u Veliki turski rat Svete lige koji je pokrenuo Papa Inocent XI. u cilju obrane kršćanstva.

## Bitka kod Beča
Najveća pobjeda Jana Sobjeskog zbila se 1683. za velike Bitka kod Beča, kad je poveo združene snage Poljske, Austrije i Njemačke, protiv velike osmanske vojske pod vodstvom Kara Mustafa. 
Još prilikom nastupanja na Beč, Sobjeski je planirao izvesti napad 13. rujna, ali kako su turci bili vrlo blizu probijanja bečkih zidina naredio je napad već
12. rujna u četiri sata ujutro iz pokreta. Sobjeski je napao sa svojom armijom od 81.000 ljudi, puno jače turske snage od oko 130.000 ljudi.
U pet sati poslijepodne, nakon što je promatrao pješačke bitke s zapovjednog mjesta na vrhu brijega, Sobjeski je naredio i osobno poveo konjanički napad poljskih, austrijskih i njemačkih husara, - veliki odlučni napad dolje niz padinu. Turske borbene linije su probijene, a vojska se dala u panični bijeg. Već u pet i tridest Sobjeski je ušao u napušten šator turskog zapovjednika Kara Mustafa i time je bitka kod Beča završila.
Nakon ove sjajne pobjede papa i mnogi strani uglednici nazvali su Sobjeskog Spasiocem Beča i zapadne civilizacije. U pismu svojoj ženi Sobjeski je napisao Mnogi obični ljudi mi ljube ruke, noge, odjeću, ili me samo žele dotaći i govore: 'Dajte da poljubim tako hrabre ruke!

## Zadnji dani Sobjeskog
Kralj Jan III. Sobjeski, posljednji veliki kralj Poljske umro je u gradu Wilanówu u Poljskoj 17. lipnja 1696. Njegova žena Marija 
Kazimir, umrla je 1716. u francuskom gradu Blois, nakon toga tijelo joj je vraćeno u Poljsku. Pokopana je zajedno s mužem u katedrali Wawel, u Krakovu, Poljska.
Kralja Jana III. Sobjeskog naslijedio je August II. koji je bio na prijestolju najviše zahvaljujući ruskoj podršci, nakon njegove smrti 1733. godine, uslijedile su borbe za Poljsku krunu.

## Službeni naslov
- Njegov službeni vladarski naslov na latinskom je glasio: Joannes III, Dei Gratia rex Poloniae, magnus dux Lithuaniae, Russiae, Prussiae, Masoviae, Samogitiae, Livoniae, Smolenscie, Kijoviae, Volhyniae, Podlachiae, Severiae, Czernichoviaeque, etc.

## Bitke kojima u kojima je zapovijedao Sobjeski
| - Bitka kod Podhajca, 1667. - Bitka kod Braclawa, 1671. - Bitka kod Mogileva1671. - Bitka kod Kalnika, 1671. - Bitka kod Krasnobroda, 1672. - Bitka kod Nemirova, 1672. - Bitka kod Komarna, 1672. - Bitka kod Kaluša, 1672. - Bitka kod Hoćima, 1673. - Bitka kod Bara, 1674. | - Bitka kod Lavova, 1675. - Bitka kod Terebovlja, 1675. - Bitka kod Wojniłówa, 1675. - Bitka kod Žuravna, 1676. - Bitka kod Beča, 1683. - Bitka kod Štúrovo, 1683. - Bitka kod Jazlovca, 1684. - Bitka kod Žvanjec, 1684. - Bitka kod Iaşia, 1686. - Bitka kod Suceave, 1691. |  |

## Poljski kralj
| Prethodnik Mihal, kralj Poljske | Jan III. Sobjeski | Nasljednik August II. |